# Kostel Nanebevzetí Panny Marie (Bechyně)
Kostel Nanebevzetí Panny Marie v Bechyni je pozdně gotický klášterní kostel, který je součástí areálu františkánského kláštera v jihočeském městě Bechyni. S celým areálem konventu je chráněn jako kulturní památka.

## Architektura

### Dispozice
Stavba je půdorysně členěna jako hlavní dvojlodí a jednolodní presbytář, navazující asymetricky přímo na levou loď. Kostel je orientovaný, hlavní vstup do kostela je tedy od západu, ze starého města, presbytář směřuje k východu s odchylkou k jihovýchodu. Kromě hlavního vstupu lze do kostela vstoupit ještě z ambitu vstupem na levé straně presbytáře nebo průchodem přes přístavbu barokní kaple.

### Interiér

#### Vstupní prostor

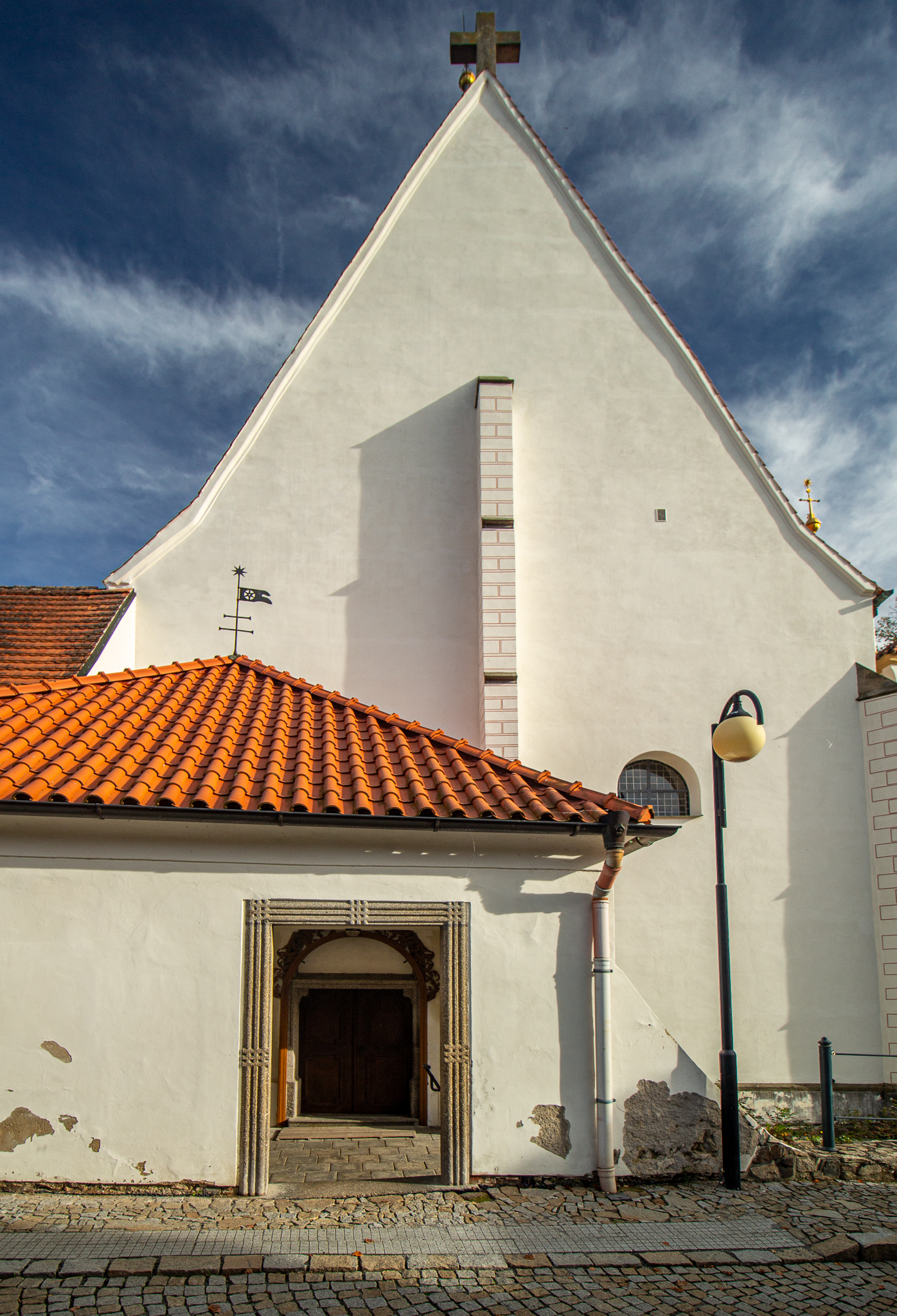
Hlavní vstup do kostela

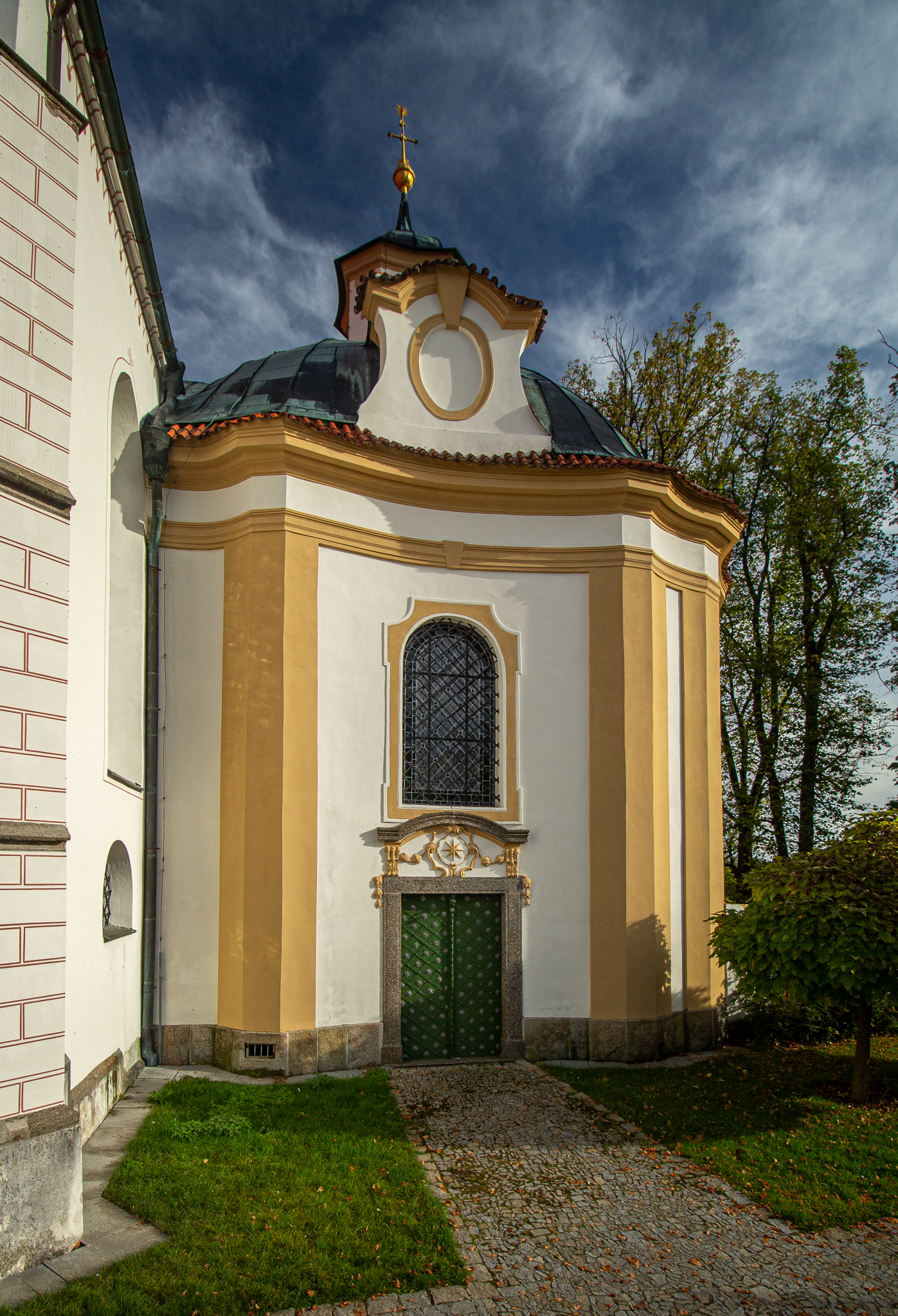
Přistavěná barokní kaple

Po vstupu do kostela hlavním vstupem, se nacházíme pod barokním kůrem, který byl do kostela vestavěn až v roce 1634. Kůr je zespoda vynášen dvěma oblouky a podklenut křížovou klenbou bez žeber (imitace gotiky, zřejmě použita, aby nenarušila slohovou jednotu kostela). Vestavba barokního kůru bohužel zničila jednu z nejcennějších, pozdně gotických fresek v celém klášterním komplexu. Freska znázorňovala poslední soud a v současnosti jsou z ní viditelné pouze dvě nevelké části (spodní, pod kůrem a horní, nad kůrem). Na kůru jsou dnes umístěny varhany. V prostoru pod kůrem se nachází ještě pozdně gotická kropenka (nádrž na svěcenou vodu) pocházející z 16. století (část z původního vybavení kostela) s vegetabilním dekorem znázorňujícím propletené suché větve. Jejím autorem je pravděpodobně Wendel Roskopf, stavitel a sochař, který v období jejího vzniku působil na bechyňském zámku.

#### Hlavní dvojlodí
Prostor hlavního dvojlodí byl dokončen kolem roku 1500. Mísí se zde prvky tradičních halových dvoulodních kostelů předhusitské doby s inspirací ze Saska v podobě sklípkové (diamantové) klenby. Klenutí je rozděleno do osmi identických polí. Sklípková (diamantová) klenba vzniká průniky mnoha částí valených kleneb a přechody mezi těmito částmi vytvářejí obrazce podobné diamantům (kosočtverce). Jedná se o typický prvek pozdně gotické architektury a jediný druh gotické klenby, který postrádá žebra. Jednotlivá pole klenby z jedné strany vždy vybíhají volně ze stěny, bez přípor i konzol. Ve střední části pak klenbu nesou tři kulaté sloupy (opět bez konzol), ve spodní části zakončené osmibokými patkami. Celý prostor dvojlodí, dlouhý asi 27 m, široký asi 13 m a vysoký asi 10 m je osvětlen třemi lomenými okny s kamennou kružbou, z nichž jedno je umístěno v pravé části východní stěny (pohled od vchodu) a zbylá dvě pak v jižní stěně kostela (od vstupu napravo). Prostor je dodnes využíván k vykonávání bohoslužeb.

#### Presbytář (kněžiště)
Presbytář (také kněžiště nebo chór) je od dvoulodí oddělen výrazným lomeným obloukem. Oblouk je vyložen silným kamenným žebrem složeným ze dvou oblouků a rovné části. V jeho levé dolní části pak tvoří jakýsi pilastr zakončený pětibokou patkou. Samotný prostor presbytáře je přibližně o dva metry nižší než dvojlodí. V půdorysu je na východní straně zakončen pětibokým zakončením. V každém z pěti boků se nachází vysoké gotické okno s kamennou čtyřlaločnou kružbou. Při pravé straně (pohled od vchodu) je pak těchto pět oken doplněno o další tři se stejným vzorem. Při levé části se nacházejí tři snížená lomená okna posazená výše kvůli přítomnosti budovy ambitu u této stěny z druhé strany. Celá část presbytáře je zaklenuta jiným druhem klenby, než dvoulodí. Jedná se o klenbu síťovou, přesněji klenbu Milevského typu (podle klenby z kláštera v Milevsku). Tato klenba má cihlová žebra, která svým křížením vytvářejí dojem sítě. Většina žeber zde již má pouze dekorativní funkci (nikoliv nosnou). Důležitým zdobným prvkem klenby jsou znaky hlavních mecenášů bechyňského kláštera, např. rodu Šternberků, zobrazující zlaté hvězdice. Nacházejí se v místě hlavních svorníků (místo styku většiny žeber v klenbě, uprostřed pole klenby). Klenba v celé části presbytáře vybíhá z jehlancových konzol umístěných po obvodu na stěnách. Ani zde nejsou užity žádné přípory.

#### Přístavba kaple
K areálu kostela a kláštera byla v roce 1673 z jižní strany přistavěna barokní kaple (kvůli zvýšení kapacit při náporu poutníků). Tato kaple však byla roku 1725 na příkaz hraběnky Marie Terezie Paarové (poslední rod, který vlastnil bechyňské panství) nahrazena jinou, též barokní kaplí, která zde stojí dodnes. Kaple je vystavena na osmiúhelníkovém půdorysu a dominuje jí výrazné zaklenutí kupolí s lucernou (otvorem pro světlo) uprostřed.

#### Mobiliář
V kostele se dodnes zachovalo nemálo z historického vybavení interiéru. Vybavení je převážně barokní, a pochází většinou z 16. až 18. století. Mezi nejpozoruhodnější patří hlavní oltář umístěný v presbytáři. Ten je z 18. století. Byl vyzdoben řezbářem Františkem Feitem z Pelhřimova a sochařem Václavem Modlerem ze Staré Boleslavi. Na oltáři je umístěna socha ukřižovaného Ježíše Krista z druhé poloviny 16. století a poté, jedna z nejcennějších věcí v celém klášteře, socha piety z konce 15. století. Dále pak stojí za zmínění velmi kvalitně reliéfně zpracované náhrobky představitelů rodů Šternberků a Švamberků na stěně v presbytáři, konkrétně Ladislava ze Šternberka († 1521) a Kryštofa ze Švamberka (kostel byl dlouhodobě užíván, jako hrobka místodržících bechyňského panství). V neposlední řadě se zde nachází soška piety z 16. století umístěná ve výklenku za mříží na jižní straně presbytáře (vpravo, pohled od vstupu).

## Exteriér
Exteriér kostela je pak velmi vzhledově ovlivňován přístavbou barokní kaple, která dominuje jeho jižní části, dále pak budovou ambitu samotného kláštera, z níž vybíhá přístavba krytého atria umístěného před hlavní vchod kostela. Čelní pohled je tak značně omezen a hlavní příchozí cestou ke kostelu se stává cesta od jihozápadu. Jak hlavní loď, tak presbytář jsou zastřešeny každý vlastním úsekem sedlové střechy s prudkým sklonem. Jedinou změnou oproti původnímu vzhledu kostela, je cibulovitá vížka umístěná na hřeben sedlové části střechy zastřešující hlavní dvojlodí. Tato vížka byla ke kostelu přistavěna v rámci barokních úprav. Celý komplex dvojlodí a presbytáře má délku cca 42 m a to dělá z kláštera jednu z dominant jihočeské Bechyně, zejména při pohledu z jihovýchodu, kdy lze vidět celý komplex umístěný na skále nad řekou Lužnicí.

### Fotogalerie

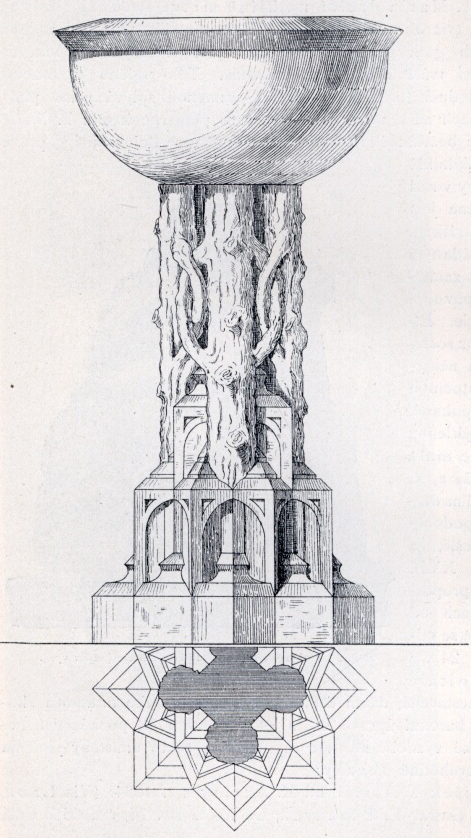
Nákres kropenky
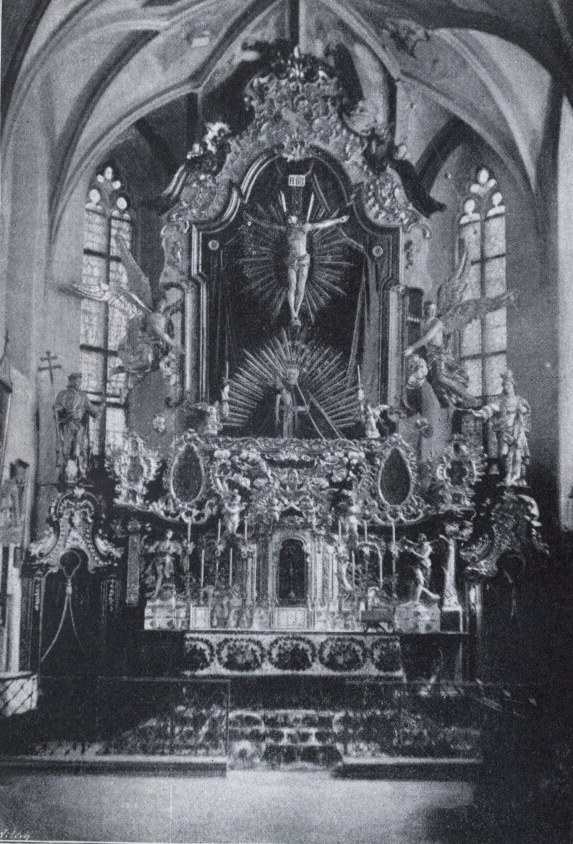
Hlavní oltář
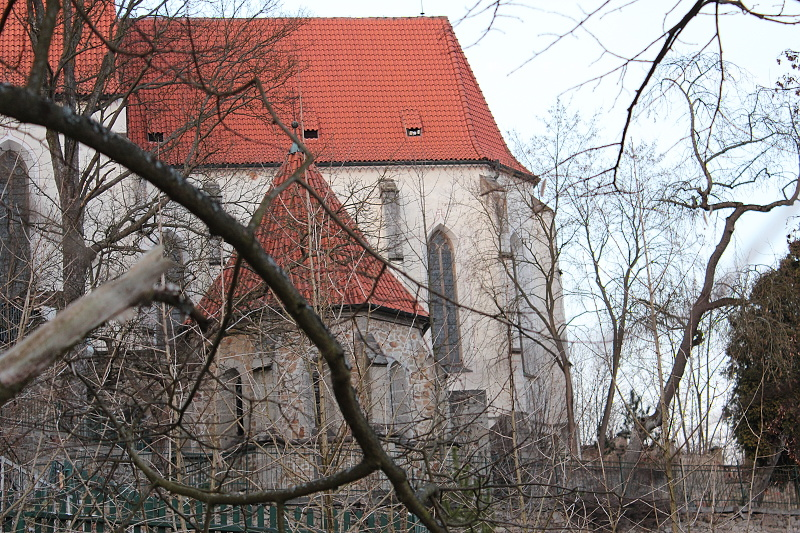
Presbytář a pohřební kaple rodu Paarů
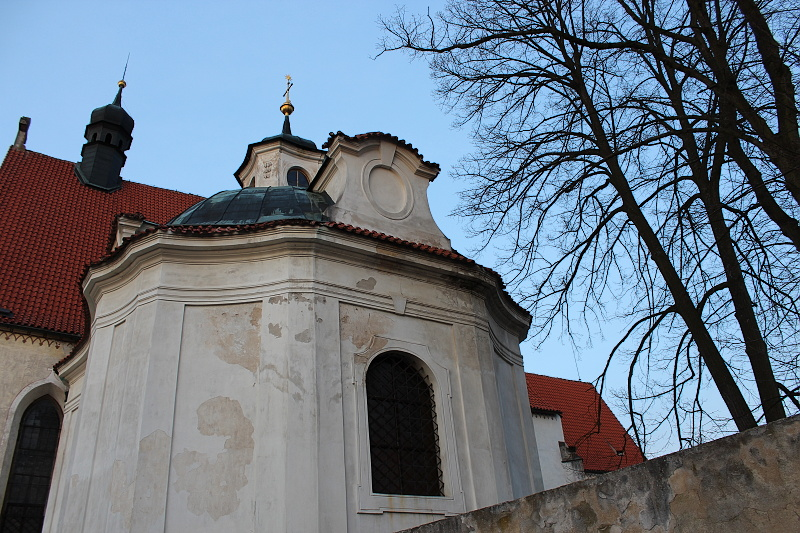
Barokní přistavěná kaple
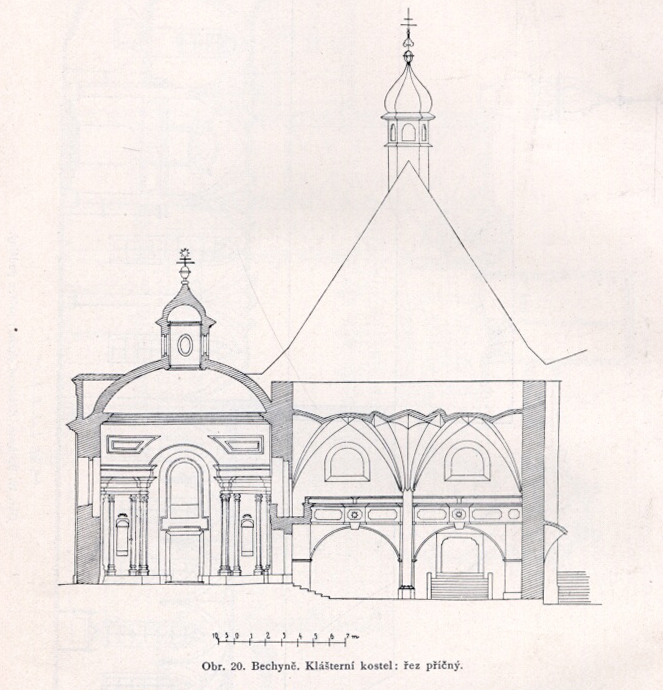
Řez kostelem a kaplí

## Program záchrany architektonického dědictví
V rámci Programu záchrany architektonického dědictví bylo v letech 1995-2014 na opravu kostela čerpáno 11 620 000 Kč.
| rok    | 2001  | 2002  | 2003  | 2004  | 2005  | 2006 | 2007 | 2008 | 2009 | 2010 | 2011 | 2012 | 2013 | 2014 |
| ------ | ----- | ----- | ----- | ----- | ----- | ---- | ---- | ---- | ---- | ---- | ---- | ---- | ---- | ---- |
| částka | 2 400 | 1 190 | 1 200 | 1 200 | 1 200 | 485  | 400  | 550  | 500  | 500  | 575  | 420  | 400  | 600  |